# Lawrence Alloway
Lawrence Reginald Alloway (ur. 17 września 1926 w Wimbledonie,  zm. 2 stycznia 1990 w Nowym Jorku) – amerykański krytyk sztuki i kurator pochodzenia angielskiego, uważany za twórcę terminu pop-art. 

## Życiorys
Urodził się w 1926 roku w Wimbledonie w rodzinie sprzedawcy książek. W dzieciństwie chorował na gruźlicę, co ograniczyło jego edukację. Uczęszczał na wieczorowe kursy historii sztuki prowadzone na University of London, ale nigdy formalnie nie ukończył studiów. Interesowało go przedstawianie sztuki szerokiej publiczności, prowadził wykłady dla słuchaczy Stowarzyszenia Edukacji Robotniczej (Workers' Educational Association). 
W latach 1954–1957 był dyrektorem Instytutu Sztuki Współczesnej (Institute of Contemporary Arts) w Londynie. W 1958 roku uzyskał stypendium pozwalające mu studiować sztukę amerykańską w Stanach Zjednoczonych. W 1961 roku zdecydował się przenieść, wraz z żoną malarką Sylvią Sleigh, na stałe do tego kraju. Później uzyskał amerykańskie obywatelstwo. W latach 1962–1966 był kuratorem w Muzeum Guggenheima w Nowym Jorku. Zakończył tam pracę po konflikcie z dyrektorem tej placówki Thomasem Messerem, dotyczącym przygotowania amerykańskiej wystawy na Biennale w Wenecji. 
W latach 1968–1981 Alloway publikował recenzje sztuki w tygodniku „The Nation”, był także redaktorem miesięcznika „Artforum” (1971–1976). Od 1968 do 1981 roku wykładał historię sztuki na Stony Brook University. 
Od 1981 roku z powodu zaburzeń neurologicznych poruszał się na wózku inwalidzkim. Zmarł 2 stycznia 1990, przyczyną śmierci było nagłe zatrzymanie krążenia.  

## Twórczość
W lutym 1958 roku w czasopiśmie Architectural Design opublikowany został esej Lawrence'a Allowaya zatytułowany The Arts and the Mass Media. Alloway polemizuje w nim z Clementem Greenbergiem, który w artykule Avant-Garde and Kitsch przedstawił koncepcję dychotomii sztuki wysokiej i kiczu. Alloway nie zgadzał się z tą sprzecznością, twierdząc, że w sztuce popularnej funkcjonuje ciągłość od danych do fantazji (there is in popular art a continuum from data to fantasy). Określenia pop-art używał do charakteryzowania prac młodych artystów zajmujących się dobrami konsumenckimi. W późniejszym czasie określenie pop-art było używane raczej jako „sztuka przedstawiająca kulturę popularną”, niż „sztuka kultury popularnej”.
Był autorem kilku zbiorów esejów, a także monografii poświęconej twórczości Roya Lichtensteina. Wydał też książki dotyczące historii Biennale w Wenecji oraz przemocy w amerykańskich filmach. 

### Wybrane publikacje
- The Venice Biennale, 1895–1968; from salon to goldfish bowl (1968)
- Violent America: the movies, 1946–1964 (1971)
- American pop art (1974)
- Topics in American art since 1945 (1975)
- Roy Lichtenstein (1983)
- Network: art and the complex present (1984)
- Modern dreams: the rise and fall and rise of pop (1988)